# Вікно печалі
«Вікно печалі» («Qəm pəncərəsi») — радянський двосерійний телефільм 1986 року, знятий режисером Анаром Рзаєвим на кіностудії «Азербайджанфільм».

## Сюжет
Фільм присвячений класику азербайджанської літератури, відомому журналісту та сатирику Джалілу Мамедкулі-заде (1866—1932), дитячі спостереження якого були відображені у повісті «Подія в селі Данабаш» та п'єсі «Школа села Данабаш», які стали літературною основою для сценарію.

## У ролях
- Гасанага Турабов — Мірза Джаліл
- Ельміра Шабанова — Хаміда
- Ільхам Сафаров — Джаліл в дитинстві
- Руслан Насіров — Ахмед
- Гасан Мамедов — Мамедхасан
- Шукюфа Юсупова — Іззат
- Вагіф Гасанов — Худояр
- Лейла Шихлінська — Зейнаб
- Зернігар Агакішиєва — Шаріф
- Фахраддін Манафов — Іскандер
- Мамед Бурджалієв — Рашид-бай
- Мерахім Фарзалібеков — Гасанов, вчитель
- Насіба Зейналова — Сакіна
- Яшар Нурі — Карбалай Джафар
- Сіявуш Аслан — Карапет
- Раміз Азізбейлі — епізод
- Аріф Кулієв — епізод
- Алескер Мамедоглу — епізод
- Гюндуз Аббасов — селянин
- Гюмрах Рагімов — селянин
- Мухтар Авшаров — мула
- Мірза Бабаєв — Газі
- Гамлет Хані-заде — Хаджи
- Раміз Меліков — Джавуш
- Рафік Алієв — начальник
- Сона Мікаїлова — мати Джаліла
- Натіг Абдуллаєв — Валігулу
- Нурія Ахмедова — селянинка
- Нюбар Новрузова — епізод
- Маяк Керімов — епізод
- Ельхан Агагусейнов — епізод
- Гюльзар Гурбанова — епізод
- Т. Мамедов — епізод
- Руфат Алієв — епізод
- Анар Алієв — епізод
- Хазрі Рагімов — епізод
- Айдин Салманзаде — епізод
- Сеймур Намазов — епізод
- Ельчин Абасбейлі — епізод
- Еркін Заманли — епізод
- Фарід Казимов — епізод
- Джаліл Агаєв — епізод
- Ельнур Джанієв — епізод
- Г. Сафаров — епізод
- Ельман Шейдаєв — епізод

## Знімальна група
- Режисер — Анар Рзаєв
- Сценарист — Анар Рзаєв
- Оператор — Гусейн Мехтієв
- Композитор — Джаваншир Кулієв
- Художники — Рафік Насіров, Ельбек Рзакулієв